# Xia Modi
Xia Modi (chinois : 夏末帝 ; pinyin : xià mòdì), également appelé Mozhu (末主, mòzhǔ, « dernier dirigeant »), est le dernier empereur de la dynastie des Xia occidentaux. Il règne de 1226 à sa mort, le 28 août 1227.
Son royaume est sujet à un anéantissement méthodique de la part de l'Empire mongol dirigé par Gengis Khan. Au moment où celui-ci meurt de maladie, le 25 août 1227, les Mongols lancent une attaque contre les Xia. Bien qu'il se soit rendu, Xia Modi est exécuté par les envahisseurs.